# Мислакі
Мислакі (пол. Mysłaki, нім. Prägsden) — село в Польщі, у гміні Мілаково Острудського повіту Вармінсько-Мазурського воєводства.
Населення — 143 особи (2011).
У 1975-1998 роках село належало до Ольштинського воєводства.

## Демографія
Демографічна структура станом на 31 березня 2011 року:
|          | Загалом | Допрацездатний вік | Працездатний вік | Постпрацездатний вік |
| -------- | ------- | ------------------ | ---------------- | -------------------- |
| Чоловіки | 75      | 13                 | 61               | 1                    |
| Жінки    | 68      | 11                 | 47               | 10                   |
| Разом    | 143     | 24                 | 108              | 11                   |